# Élections municipales de 1990 à Montréal
Les élections municipales de 1990 à Montréal se déroulent le 4 novembre 1990. Le maire sortant, Jean Doré du Rassemblement des citoyens de Montréal (RCM), est réélu au cours de cette élection. Parmi ses principaux opposants, notons Nicole Gagnon-Larocque du Parti civique de Montréal (PCM), Alain André (en) du Parti municipal de Montréal (PMM), Pierre-Yves Melançon (en) de la Coalition démocratique de Montréal (en) (CDM) et Michel Bédard du Parti Éléphant blanc de Montréal (PEBM).
Cette élection amène un conseil municipal réduit, voyant le nombre de conseillers passer de 58 à 50.

## Résultats[3]

### Mairie
| Partis                            | Partis                            | Candidats                         | Vote    | %     |
| --------------------------------- | --------------------------------- | --------------------------------- | ------- | ----- |
|                                   | Rassemblement des citoyens        | Jean Doré (sortant)               | 129 209 | 59,2  |
|                                   | Parti civique                     | Nicole Gagnon-Larocque            | 45 221  | 20,7  |
|                                   | Parti municipal (en)              | Alain André                       | 22 732  | 10,4  |
|                                   | Coalition démocratique (en)       | Pierre-Yves Melançon              | 10 282  | 4,7   |
|                                   | Parti éléphant blanc              | Michel Bédard                     | 5 025   | 2,3   |
|                                   | Indépendant                       | Michel Dugré                      | 2 098   | 1,0   |
|                                   | Indépendant                       | Patricia Métivier                 | 1 858   | 0,9   |
|                                   | Indépendant                       | Abraham Weizfeld                  | 1 831   | 0,8   |
|                                   |                                   |                                   |         |       |
| Votes valides                     | Votes valides                     | Votes valides                     | 218 256 | 97,51 |
| Bulletins rejetés                 | Bulletins rejetés                 | Bulletins rejetés                 | 5 568   | 2,49  |
| Total                             | Total                             | Total                             | 223 824 | 100   |
| Abstention                        | Abstention                        | Abstention                        | 395 696 | 63,87 |
| Nombre d'inscrits / participation | Nombre d'inscrits / participation | Nombre d'inscrits / participation | 619 550 | 36,13 |

## Conseil municipal
| PARTI                                  | SIÈGES AU CONSEIL MUNICIPAL |
| -------------------------------------- | --------------------------- |
| Rassemblement des citoyens de Montréal | 42 / 50                     |
| Parti municipal                        | 3 / 50                      |
| Coalition démocratique                 | 3 / 50                      |
| Parti civique                          | 1 / 50                      |
| Indépendant                            | 1 / 50                      |

### Élections partielles

#### Élection du3 novembre 1991
| Partis | Partis                      | Candidats               | Votes | %    |
| ------ | --------------------------- | ----------------------- | ----- | ---- |
|        | Coalition démocratique (en) | Claudette Demers-Godley | 2 058 | 41,2 |
|        | Parti civique               | Marcel Tremblay         | 1 078 | 21,6 |
|        | Parti municipal (en)        | Philippe Salvatore      | 866   | 17,4 |
|        | Rassemblement des citoyens  | Leith Hamilton          | 769   | 15,4 |
|        | Montréal Écologique (en)    | Dylan Perceval          | 97    | 1,9  |
|        | Parti éléphant blanc        | Michel Bédard           | 39    | 0,8  |
|        | Indépendant                 | John Philipps           | 35    | 0,7  |
|        | Indépendant                 | Katy Le Rougetel        | 12    | 0,2  |
|        | Indépendant                 | Ann Wagner              | 11    | 0,2  |

#### Élection du1ernovembre 1992
| Partis | Partis                     | Candidats                 | Votes | %    |
| ------ | -------------------------- | ------------------------- | ----- | ---- |
|        | Parti civique              | Sammy Forcillo            | 2 030 | 54,3 |
|        | Rassemblement des citoyens | Claude Watters            | 601   | 16,1 |
|        | PME                        | Bernard Bourbonnais       | 469   | 12,5 |
|        | BM                         | Richard Cardinal          | 162   | 4,3  |
|        | Indépendant                | Douglas Buckley-Couvrette | 103   | 2,8  |
|        | Indépendant                | Gilles Bertrand           | 89    | 2,4  |
|        | Indépendant                | Jean Lasalle              | 89    | 2,4  |
|        | Indépendant                | Gregory Tutko             | 55    | 0,1  |
|        | Parti éléphant blanc       | Michel Bédard             | 33    | 0,9  |
|        | Indépendant                | Jean-Luc Bonspiel         | 32    | 0,9  |
|        | Indépendant                | Patricia Métivier         | 32    | 0,9  |
|        | Indépendant                | Michel Prairie            | 5     | 0,1  |

## Sources bibliographiques
- (en) Cet article est partiellement ou en totalité issu de l’article de Wikipédia en anglais intitulé « Montreal municipal election, 1990 » (voir la liste des auteurs).